# مونا مالم
مونا مالم (سوئدی: Mona Malm؛ زادهٔ ۲۴ ژانویهٔ ۱۹۳۵) بازیگر اهل سوئد است.
از فیلم‌ها یا سریال‌های تلویزیونی که وی در آن نقش داشته‌است، می‌توان به فنی و الکساندر، مهر هفتم، لبخندهای یک شب تابستانی، بعد از عروسی، داستان تراژدیک هملت - شاهزادهٔ دانمارک و بهترین نیات اشاره کرد.